# 민부리

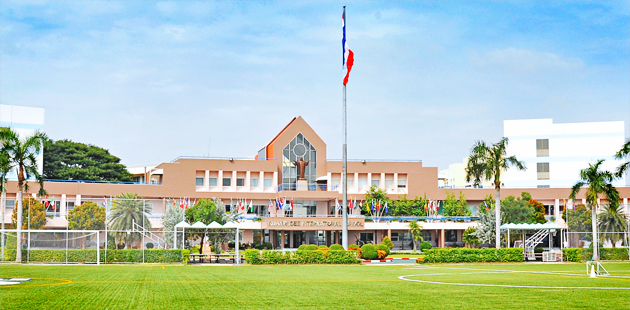

민부리(มีนบุรี)는 방콕의 행정 구역이다. 이 지역의 총 인구 수는 2017년 기준으로 141750명이다. 인구 밀도는 2,227.19km2이다. 클롱쌈와, 농쪽, 랏끄라방, 싸판쑹, 칸나야오와 경계를 이룬다.

## 행정 구역
| 1. | Min Buri  | มีนบุรี   |  |
| 2. | Saen Saep | แสนแสบ |  |